# Poltergeist
 Ovo je glavno značenje pojma Poltergeist. Za druga značenja pogledajte Poltergeist (1982).
Poltergeist (njem. poltern, "praviti buku" + geist, "duh") je oblik paranormalnog fenomena koji se iskazuje kao fizička manifestacija psihičkog uzroka. Termin je nastao u germanskoj mitologiji, a odnosi se na duha, demona ili neki drugi natprirodni entitet koji se manifestira na fizičku okolinu putem pravljenja buke ili pomicanjem predmeta.
Fenomen nije znanstveno objašnjen, a moguća objašnjenja uključuju duhove kao uzročnike pojave ili snažne fizičke manifestacije psihokineze, najčešće kod djece i adolescenata, čiji okidač mogu biti psihička stanja.